# Städte- und Gemeindebund Nordrhein-Westfalen
Der Städte- und Gemeindebund Nordrhein-Westfalen e. V. (StGB NRW) ist ein Zusammenschluss von 361 kreisangehörigen Gemeinden in NRW. Er vertritt mehr als neun Millionen Einwohnerinnen und Einwohner. Der Verband ist in den Jahren 1967 bis 1971 durch Fusion der regionalen Kommunalverbände Rheinischer Gemeindetag, Städte- und Gemeindeverband Westfalen-Lippe sowie Städtebund Nordrhein-Westfalen entstanden. Der Verband ist als eingetragener Verein organisiert (AG Düsseldorf, VR 3503).
Der StGB NRW versteht sich als Dienstleister sowie Interessenvertretung für seine Mitgliedskommunen. Als gemeinnütziger Verein ist er unabhängig von staatlichen und politischen Organisationen. Er finanziert sich aus Beiträgen seiner Mitglieder und hat seinen Sitz in Düsseldorf.

## Gremien und Organe
Die Mitgliederversammlung des StGB NRW findet zweimal pro Kommunalwahlperiode statt. Die Delegierten beschließen unter anderem über Satzungsänderungen und wählen das Präsidium sowie den Hauptausschuss.
Der Hauptausschuss des StGB NRW setzt sich aus 125 Delegierten der Mitgliedsgemeinden zusammen und entscheidet über die Finanzen des Verbandes.
Das Präsidium des StGB NRW legt die politische Linie des Verbandes fest. Es umfasst 43 Mitglieder – 35 stimmberechtigt, acht beratend. Alle Organe werden nach dem Ergebnis der NRW-Kommunalwahl in den Mitgliedskommunen besetzt.
Präsident des StGB NRW ist seit November 2023 Christoph Landscheidt, Bürgermeister der Stadt Kamp-Lintfort. Roland Schäfer, Bürgermeister a. D. der Stadt Bergkamen ist Ehrenpräsident und Eckhard Ruthemeyer, Bürgermeister der Stadt Soest ist 1. Vizepräsident.